# جان اسپیتز
جان اسپیتز (انگلیسی: Jon Spaihts) فیلم‌نامه‌نویس، پدیدآور اهل ایالات متحده آمریکا است.

## فیلمشناسی
| سال          | فیلم           | نویسنده | اجرایی تهیه‌کننده | کارگردان      | توضیحات    |
| ------------ | -------------- | ------- | ---------------- | ------------- | ---------- |
| ۲۰۱۱         | تاریک‌ترین ساعت | آری     | نه               | Chris Gorak   |            |
| ۲۰۱۲         | پرومتئوس       | آری     | نه               | ریدلی اسکات   |            |
| ۲۰۱۶         | دکتر استرنج    | آری     | نه               | اسکات دریکسون |            |
| ۲۰۱۶         | مسافران        | آری     | آری              | مورتن تیلدام  |            |
| ۲۰۱۷         | مومیایی        | آری     | نه               | الکس کورتزمن  |            |
| ۲۰۲۰         | تل‌ماسه         | آری     | آری              | دنی ویلنوو    | فیلمبرداری |
| ۲۰۲۲         | ماینکرفت       | نه      | آری              | پیتر سالت     |            |
| بدون اطلاعات | Van Helsing    | آری     | نه               |               | اعلام شده  |
| بدون اطلاعات | مکعب           | آری     | نه               |               | اعلام شده  |